# La canzone che se ne va
La canzone che se ne va è un singolo del cantautore italiano Zucchero Fornaciari, pubblicato il 20 marzo 2020 come terzo estratto dal quattordicesimo album in studio D.O.C.

## Descrizione
Inizialmente il singolo scelto come terzo estratto era Sarebbe questo il mondo. La decisione fu modificata poco prima del 20 marzo.
Il brano, di cui sono coautori Daniel Vuletic per la melodia e Pasquale Panella per il testo, è una ballata con incursioni gospel.
Centrale nel testo, la canzone ha il compito di illuminare un percorso di vita dell'artista irto di ostacoli e insidie, ma più in generale è una speranza per l'intera umanità perché «attraversa le case, il telefono, le paure. Resiste oltre le distanze», ergendosi a simbolo di piena libertà.

## Video musicale
Il lyric video è stato girato dal regista Gaetano Morbioli e presenta immagini alternate del bluesman reggiano al pianoforte intento ad eseguire il brano live in studio, e di un'aquila reale in volo, riferimento alla canzone.